# Marquesado de la Motilla
El marquesado de la Motilla es un título nobiliario español creado por el rey Carlos II de España el 8 de octubre de 1679 a favor de Francisco Fernández de Santillán y Quesada, caballero veinticuatro de Sevilla.

## Marqueses de la Motilla
- Francisco Fernández de Santillán y Quesada, I marqués de la Motilla,[1] señor de Motilla. Era hijo de Alonso Fernández de Santillán y Venegas, caballero de la Orden de Santiago, y de Francisca Ana de Quesada y Manuel y hermano de José Fernández de Santillán y Quesada, I conde de Casa Alegre.[3]

Casó con Ana Mencía de Villegas Bocanegra. Le sucedió su hijo:
- Alonso Fernández de Santillán y Villegas, II marqués de la Motilla,[1] nacido en Sevilla.

Casó con Mariana Lasso de la Vega y Barba, de Carmona. Le sucedió su único hijo:
- Francisco Fernández de Santillán y Lasso de la Vega (Sevilla, abril de 1679-septiembre de 1734), III marqués de la Motilla,[1] II conde de Casa Alegre,[5] alcalde de la Santa Hermandad por el estado noble de Huévar del Aljarafe.[4]

Casó, en Sevilla, el 3 de agosto de 1704, con Inés Josefa de Villacís e Irigoyen (Sevilla, 19 de noviembre de 1691-Sevilla, diciembre de 1776), hija de Pedro José de Villacís Saavedra y Cárdenas y de María Francisca de Irigoyen y Saavedra. Le sucedió su hijo:
- Alonso Fernández de Santillán y Villacis (Sevilla, 13 de noviembre de 1731-18 de mayo de 1751), IV marqués de la Motilla[1] y III conde de Casa Alegre.[7]

Murió soltero sin descendencia. Le sucedió su hermano:
- Ignacio José Fernández de Santillán y Villacis (Sevilla, 5 de noviembre de 1734-28 de mayo de 1804), V marqués de la Motilla,[1] VII marqués de Valencina,[a] IV conde de Casa Alegre, alcalde de la Santa Hermandad por el estado noble de Huévar del Aljarafe.[9]

Contrajo primeras nupcias, el 30 de abril de 1753, con Mariana Pacheco Portocarrero y Córdoba, hija de Luis Pacheco Portocarrero y Vega, III marqués de la Torre de las Sirgadas, y de María de la Cabeza de Córdova Lasso de la Vega. No hubo sucesión de este matrimonio. Casó en segundas, el 29 de septiembre de 1784, con Ignacia Rafaela de Valdivia y Fernández de Córdoba, VIII condesa de Torralva, hija de Gabriel de Valdivia y Corral y de su segunda esposa, Joaquina Fernández de Córdoba Heredia y Carvajal. Le sucedió su hija:

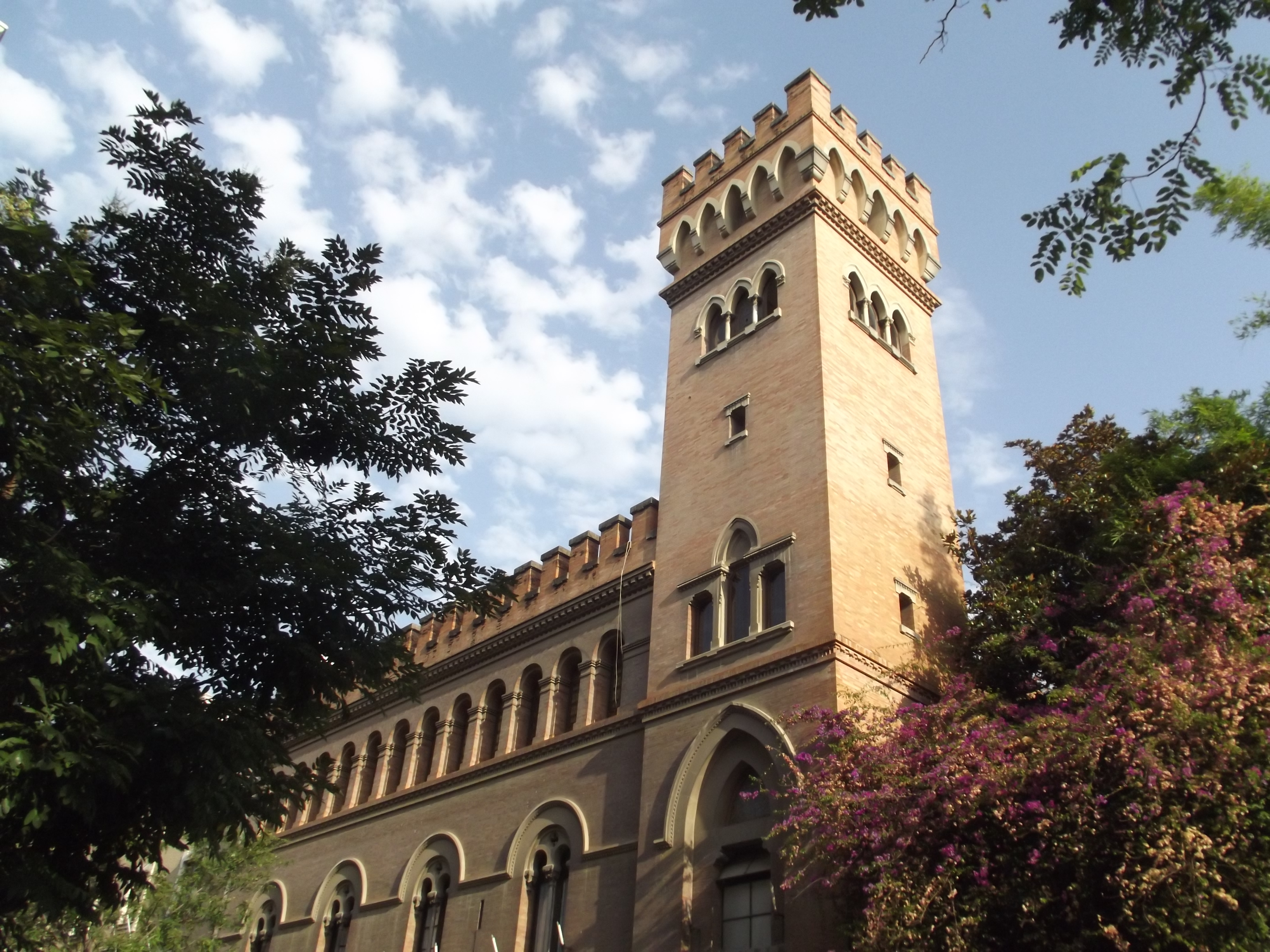
Palacio del marqués de la Motilla en la calle Cuna, Sevilla

- Manuela Joaquina Fernández de Santillán y Valdivia (Sevilla, 27 de marzo de 1791-21 de julio de 1834), VI condesa de la Motilla,[1] VIII marquesa de Valencina, V condesa de Casa Alegre y IX de Torralva.

Casó en Cádiz el 13 de febrero de 1810 con Antonio José Desmassières y Flórez (Pravia, 30 de septiembre de 1793-Sevilla, 22 de julio de 1834), caballero de la Orden de Santiago en 1825, hijo de Miguel Desmassières, nacido en Valenciennes, Teniente General de los Reales Ejércitos, y de su esposa, María Antonia Ignacia Flórez Peón.  Le sucedió su hijo:
- Fernando Desmaissières y Fernández de Santillán (Cádiz, ?-22 de abril de 1857), VII marqués de la Motilla,[1] IX marqués de Valencina, VI conde de Casa Alegre y conde de Torralva. Fue senador vitalicio del reino. Fue el último poseedor del mayorazgo de su casa como consecuencia de la Ley desvinculadora[14] del 11 de octubre de 1820 y a partir de entonces, el título pudo ser heredado por mujeres.

Contrajo matrimonio, en Sevilla, el 15 de abril de 1839, con Francisca de Paula Creus y Cabrera sin que hubiese descendencia de este matrimonio. En 29 de junio de 1857, le sucedió su hermano:
- Miguel Ángel Desmaissières y Fernández de Santillán (Madrid, 15 de enero de 1816-Sevilla, 29 de noviembre de 1882), VIII de Motilla,[1] X marqués de Valencina, VII conde de Casa Alegre y X de Torralva.

Casó en Sevilla el 19 de agosto de 1854 con María Josefa Farina y Plasencia, viuda de Francisco Plasencia y Fuentes Calderón que fueron los padres del I conde de Santa Bárbara, Augusto Plasencia y Fariña. Era hija de Domingo Farina y Ricardo y de María Salomé Plasencia y Calderón. En 30 de octubre de 1883, sucedió su hijo:
- Miguel Desmassières y Farina (Sevilla, 26 de mayo de 1844-Sevilla, 2 de noviembre de 1927), IX marqués de la Motilla,[1] VIII conde de Casa Alegre, capitán de fragata de la armada, senador del reino y maestrante de Sevilla.

Contrajo matrimonio, en Sevilla, el 26 de noviembre de 1892, con María de los Dolores Salcedo Barreto, sin descendencia, en 20 de noviembre de 1928, sucedió su sobrino nieto:
- Fernando de Solís-Beaumont y Atienza (Málaga, 10 de septiembre de 1921-Madrid, 17 de noviembre de 1996),[17] X marqués de la Motilla,[1][18] XIV marqués de Valencina,[19]  IX conde de Casa Alegre y XII conde de Torralva.[20] Hijo de Manuel de Solís y Desmassières, XII marqués de Valencina, y de María Antonia Atienza y Benjumea.

Contrajo matrimonio, en Madrid, el 18 de junio de 1946, con Isabel Martínez Campos y Rodríguez (m. 2017), hija de Arsenio Martínez Campos y de la Viesca, II duque de Seo de Urgel, III marqués de Martínez Campos, dos veces grande de España y III marqués de Viesca de la Sierra, y de María de los Dolores Rodríguez Limón. Le sucedió su hijo:
- Miguel Ángel de Solís-Beaumont y Martínez Campos (n. 1 de mayo de 1947), XI marqués de la Motilla[22] y XV marqués de Valencina.

Casó, en Sevilla, el 7 de mayo de 1977, con María del Carmen Tello Barbadillo.